# Lijst van kloosters in Utrecht (stad)
In de lijst van kloosters in Utrecht worden alle kloosters en voormalige kloosters opgenomen die in de stad Utrecht of binnen de huidige gemeentegrenzen stonden of staan.

## Middeleeuwse kloosters
De meeste van deze kloosters zijn rond 1580 opgeheven. Een paar van deze kloosters (of gedeelten ervan) zijn nog intact. De meeste kloosters zijn echter in de loop der tijd afgebroken of opgegaan in latere bebouwing.
- Agnietenklooster (Utrecht)
- Sint-Barbaraklooster (Utrecht)
- Begijnhof (Utrecht)
- Klooster Bethlehem (Utrecht) (buiten de stadsmuren)
- Brigittenklooster (Utrecht)
- Catharijneconvent
- Ceciliaklooster (Utrecht)
- Cellebroedersklooster (Utrecht)
- Duitse Huis
- Hieronymusconvent (Utrecht)
- Jeruzalemklooster (Utrecht)
- Karmelietenklooster (Utrecht)
- Utrechtse kathedraalschool (Domschool)
- Maria Magdalenaklooster (Utrecht) (Magdalenaconvent)
- Mariëndaal (Utrecht) (verdwenen vrouwenklooster, buiten de stadsmuren, gesticht in 1244)
- Minderbroederklooster (Utrecht)
- Nieuwlicht (voormalig klooster der kartuizers, buiten de stadsmuren, gesticht rond 1392)
- Sint-Nicolaasklooster (Utrecht)
- Paulusabdij (Utrecht)
- Predikherenklooster (Utrecht)
- Regulierenklooster (Utrecht) (voormalig klooster van de bedelorde der zakbroeders)
- Sint-Servaasabdij (verdwenen vrouwenklooster, gesticht rond 1223)
- Sint-Stevensabdij (Utrecht) in Oudwijk (verdwenen vrouwenklooster, buiten de stadsmuren, gesticht rond 1135)
- Sint Ursulaklooster (Utrecht) (Abraham Doleklooster)
- Vredendaal (Utrecht) (buiten de stadsmuren)
- Wittevrouwenklooster (Utrecht) (verdwenen vrouwenklooster, binnen de stadsmuren, gesticht rond 1240)

## Kloosters vanaf de negentiende eeuw
Vanaf de negentiende eeuw begon voor de katholieke kerk een periode van restauratie. Katholieke geestelijken leefden tot die tijd in gewone woonhuizen. Vanaf de negentiende eeuw konden er ook weer kloosters worden gebouwd. 
- Andreasklooster (Utrecht) - Springweg - Zusters van Liefde
- Antoniusklooster (Utrecht), nabij de Sint-Antoniuskerk (Utrecht)
- Christus Koningklooster - Boerhavelaan -
- Klooster Cenakel (Utrecht) - Willibrordusstraat - Dienaressen van de Heilige Geest van de Altijddurende Aanbidding
- Klooster Genazzano - Waterstraat - Zusters Augustinessen van Sint Monica
- Priorij Maria Koningin - Vleutenseweg - Congregatie van Sint-Jan

Agnietenklooster · Andreasklooster · Sint-Barbaraklooster · Begijnhof · Klooster Bethlehem · Brigittenklooster · Catharijneconvent · Ceciliaklooster · Cellebroedersklooster · Klooster Cenakel · Duitse Huis · Hieronymusconvent · Jeruzalemklooster · Karmelietenklooster · Kathedraalschool · Maria Magdalenaklooster · Mariëndaal · Minderbroederklooster · Nieuwlicht · Sint-Nicolaasklooster · Paulusabdij · Predikherenklooster · Regulierenklooster · Sint-Servaasabdij · Sint-Stevensabdij · Sint Ursulaklooster · Vredendaal · Wittevrouwenklooster